# Paopao
Paopao es una comuna asociada de la comuna francesa de Moorea-Maiao que está situada en la subdivisión de Islas de Barlovento, de la colectividad de ultramar de Polinesia Francesa.

## Composición
La comuna asociada de Paopao comprende una fracción de la isla de Moorea.

## Demografía
| Gráfica de evolución demográfica de Paopao entre 1977 y 2012 |
|                                                              |

Fuente: Insee